# Simon Stevin

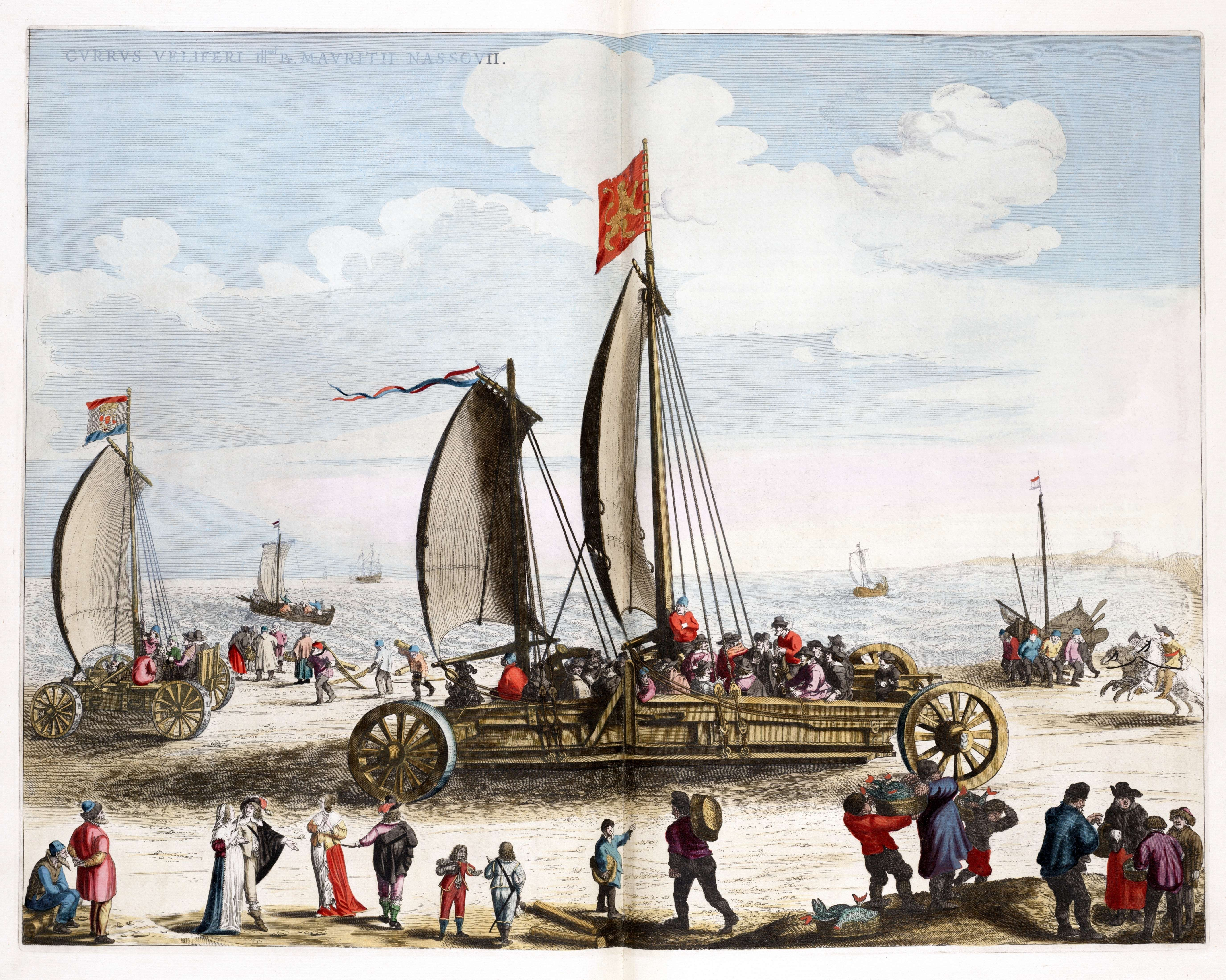
Żaglowóz Simona Stevina

Simon Stevin (ur. 1548 w Brugii, zm. w lutym 1620 w Hadze) – flamandzki uczony: matematyk, fizyk i inżynier-wynalazca.
Jako matematyk miał wkład do elementarnej arytmetyki – był pierwszym w Europie autorem systemu ułamków dziesiętnych. W fizyce zajmował się głównie mechaniką klasyczną, której był współtwórcą; obejmując tym mechanikę ośrodków ciągłych – konkretniej hydrostatykę i elastomechanikę. Jako inżynier zajmował się obronnością i transportem.

## Życie

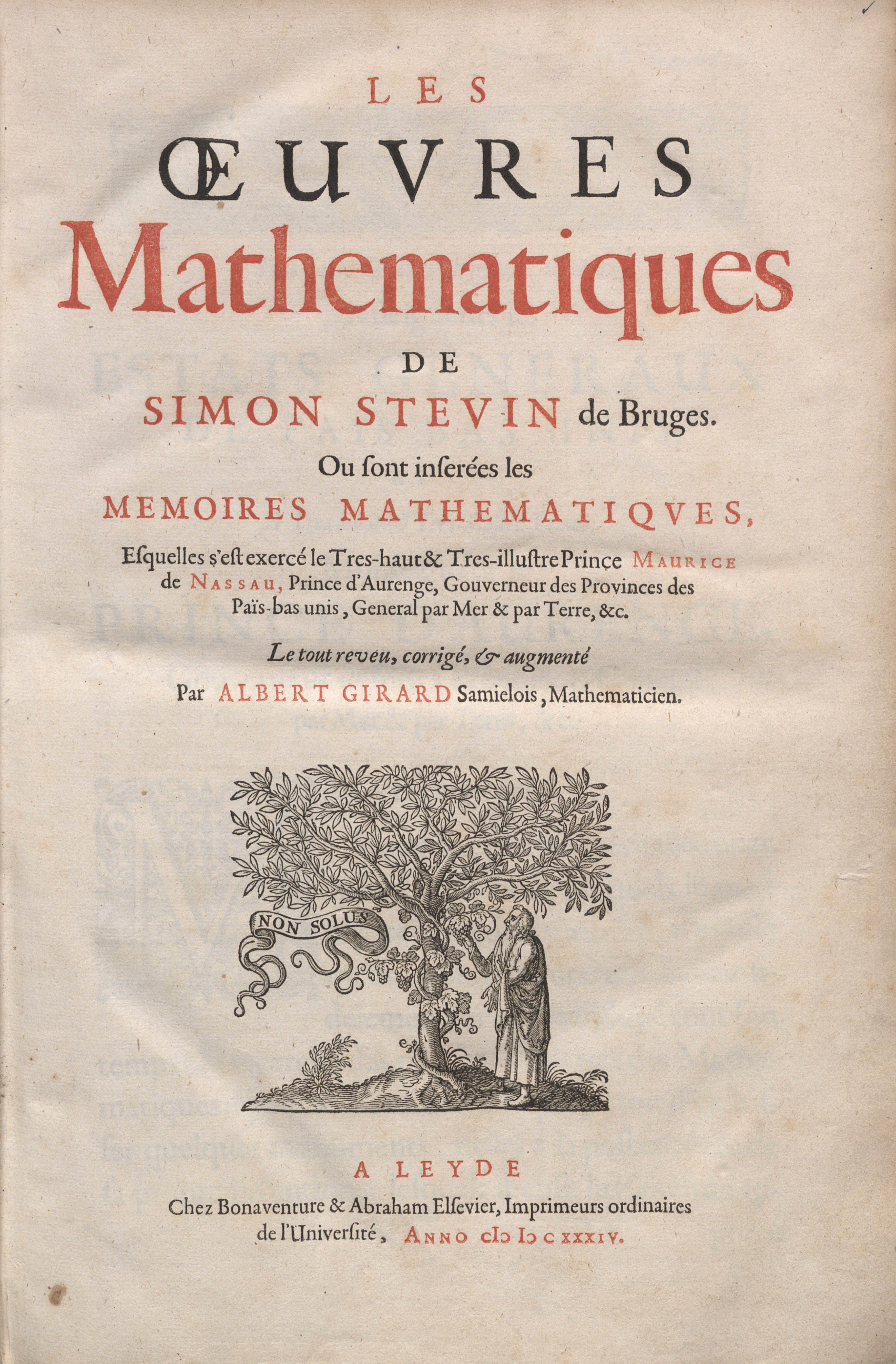
Oeuvres mathematiques, 1634

Studiował na uniwersytecie w Lejdzie. W latach 1571–1581 podróżował po Europie po czym osiadł na stałe w Niderlandach. W 1583 roku został wykładowcą na uniwersytecie w Lejdzie. Od 1592 pracował jako inżynier, a potem jako intendent wojskowy i finansowy u Maurycego Orańskiego. W 1600 zorganizował szkołę inżynierską przy Uniwersytecie w Lejdzie, gdzie wykładał matematykę.

## Dzieło
Jego prace dotyczyły fizyki (hydrostatyki, mechaniki), matematyki i nawigacji, a także zagadnień wojskowo-technicznych.
Dzieło Stevina System dziesiętny z 1585 (De Thiende) poświęcone było dziesiętnemu systemowi miar i ułamkom dziesiętnym, które wprowadził w Europie, co uprościło obliczenia zwłaszcza w astronomii. Postulował wprowadzenie systemu dziesiętnego jako powszechnego systemu miar i wag (L'Arithmetique, 1585).
W dziedzinie mechaniki udowodnił prawo równowagi ciała na skłonie, przy założeniu niemożliwości nieskończonego ruchu, sformułował zasady równowagi trzech sił, które tworzą trójkąt. W pracy De Beghinselen der Weeghconst z roku 1586 dowodził także, że perpetuum mobile nie może istnieć. Zajmował się również obliczeniami konstrukcji metalowych.
W 1600 roku zaprojektował i zbudował pierwszy pojazd, który nie był napędzany konno, był to żaglowiec na kołach, czyli żaglowóz przeznaczony dla 26 osób.
Opracował i skonstruował system śluz pozwalających zalewać poldery w razie nieprzyjacielskich najazdów, co umożliwiało skuteczną obronę Holandii. 
Prace jego wydano w: „The principal works of Simon Stevin” v. 1-5, Amsterdam 1955–1956.